# ФК Партизан сезона 2008/09.
ФК Партизан сезона 2008/09. обухвата све резултате и остале информације везане за наступ Партизана у сезони 2008/09.
У овој сезони ФК Партизан је сакупио 33 победе, 7 пута је било нерешено и 8 пораза.

## Играчи
Од 28. марта, 2009.
| Бр. |             | Позиција | Играч                             |
| --- | ----------- | -------- | --------------------------------- |
| 1   | Црна Гора   | Г        | Дарко Божовић                     |
| 2   | Србија      | О        | Богдан Стевић                     |
| 3   | Србија      | О        | Иван Стевановић                   |
| 4   | Србија      | О        | Ненад Ђорђевић (капитен)          |
| 5   | Србија      | С        | Љубомир Фејса                     |
| 7   | Србија      | С        | Немања Томић                      |
| 8   | Бразил      | С        | Жука                              |
| 10  | Португалија | С        | Алмами Мореира (заменик капитена) |
| 13  | Србија      | О        | Марко Јовановић                   |
| 16  | Словенија   | С        | Данијел Марчета                   |
| 17  | Србија      | Н        | Милош Богуновић                   |
| 19  | Србија      | Н        | Брана Илић                        |
| 20  | Србија      | С        | Радосав Петровић                  |

| Бр. |                     | Позиција | Играч                   |
| --- | ------------------- | -------- | ----------------------- |
| 21  | Србија              | О        | Милован Сикимић         |
| 22  | Србија              | С        | Адем Љајић              |
| 24  | Србија              | О        | Срђа Кнежевић           |
| 25  | Бразил              | Н        | Вашингтон               |
| 26  | Сенегал             | Н        | Ламин Дијара            |
| 27  | Црна Гора           | Г        | Младен Божовић          |
| 30  | Србија              | Г        | Александар Радосављевић |
| 31  | Србија              | О        | Рајко Брежанчић         |
| 33  | Босна и Херцеговина | О        | Александар Косорић      |
| 37  | Србија              | О        | Иван Обрадовић          |
| 52  | Србија              | О        | Горан Гавранчић         |
| 77  | Црна Гора           | С        | Никола Вујовић          |

## Резултати

### Табела
|  | М | Клуб          | Одиг. | Поб. | Нер. | Пор. | ГД | ГП | ГР  | Бод. |
|  | - | ------------- | ----- | ---- | ---- | ---- | -- | -- | --- | ---- |
|  | 1 | Партизан      | 33    | 25   | 5    | 3    | 63 | 15 | +48 | 80   |
|  | 2 | Војводина     | 33    | 18   | 7    | 8    | 46 | 25 | +21 | 61   |
|  | 3 | Црвена звезда | 33    | 17   | 8    | 8    | 59 | 32 | +27 | 59   |
|  | 4 | Јавор Ивањица | 33    | 13   | 14   | 6    | 39 | 27 | +12 | 53   |

Легенда:
| Датум               | Место              | Гледалаца | Противник         | Резултат | Стрелци за Партизан                                   | Такмичење                      |
| 29. јул 2008.       | Баку, Азербејџан   | 8.500     | Интер Баку        | 1:1      | Богуновић (3.)                                        | Квалификације за Лигу шампиона |
| 6. август 2008.     | Београд, Србија    | 19.221    | Интер Баку        | 2:0      | Жука (61.) Дијара (83.)                               | Квалификације за Лигу шампиона |
| 13. август 2008.    | Београд, Србија    | 22.274    | Фенербахче        | 2:2      | Пауновић (10.) Богуновић (14.)                        | Квалификације за Лигу шампиона |
| 17. август 2008.    | Београд, Србија    | 3.728     | Банат             | 1:0      | Тошић (67.)                                           | Суперлига                      |
| 22. август 2008.    | Београд, Србија    | 4.144     | Напредак Крушевац | 3:1      | Пауновић (40.) Дијара (63.) Богуновић (90.)           | Суперлига                      |
| 27. август 2008.    | Истанбул, Турска   | 36.765    | Фенербахче        | 1:2      | Тошић (76.)                                           | Квалификације за Лигу шампиона |
| 31. август 2008.    | Београд, Србија    | 5.000     | ОФК Београд       | 3:0      | Тошић (29, 90.) Ђорђевић (49.)                        | Суперлига                      |
| 13. септембар 2008. | Београд, Србија    | 2.948     | Борац Чачак       | 2:0      | Стевановић (44.) Мореира (66.)                        | Суперлига                      |
| 18. септембар 2008. | Темишвар, Румунија | 20.000    | Темишвар          | 2:1      | Тошић (34.) Богуновић (69.)                           | Квалификације за Куп УЕФА      |
| 21. септембар 2008. | Београд, Србија    | 3.000     | Рад               | 3:0      | Дијара (9.) Тошић (10, 64.)                           | Суперлига                      |
| 24. септембар 2008. | Апатин, Србија     | 1.500     | Младост Апатин    | 2:0      | Дијара (35.) Чадиковски (70.)                         | Куп Србије                     |
| 27. септембар 2008. | Београд, Србија    | 7.730     | Војводина         | 1:0      | Мореира (56.)                                         | Суперлига                      |
| 2. октобар 2008.    | Београд, Србија    | 15.623    | Темишвар          | 1:0      | Стевановић (70.)                                      | Квалификације за Куп УЕФА      |
| 5. октобар 2008.    | Београд, Србија    | 20.000    | Црвена звезда     | 2:0      | Дијара (56.) Жука (90+4.)                             | Суперлига                      |
| 18. октобар 2008.   | Београд, Србија    | 3.617     | Јавор Ивањица     | 2:2      | Дијара (73.) Тошић (77.)                              | Суперлига                      |
| 23. октобар 2008.   | Београд, Србија    | 23.780    | Сампдорија        | 1:2      | Дијара (33.)                                          | Куп УЕФА                       |
| 26. октобар 2008.   | Београд, Србија    | 2.000     | Чукарички         | 0:1      |                                                       | Суперлига                      |
| 29. октобар 2008.   | Београд, Србија    | 3.124     | Јагодина          | 2:0      | Дијара (12.) Мореира (67.)                            | Суперлига                      |
| 1. новембар 2008.   | Кула, Србија       | 1.000     | Хајдук Кула       | 1:1      | Дијара (25.)                                          | Суперлига                      |
| 6. новембар 2008.   | Штутгарт, Немачка  | 20.500    | Штутгарт          | 0:2      |                                                       | Куп УЕФА                       |
| 9. новембар 2008.   | Зрењанин, Србија   | 3.000     | Банат             | 2:0      | Богуновић (70.) Дијара (90+2.)                        | Суперлига                      |
| 12. новембар 2008.  | Београд, Србија    | 2.000     | Јагодина          | 4:2      | Мореира (33, 36.) Михајловић (41.) (а.г.) Тошић (90.) | Куп Србије                     |
| 15. новембар 2008.  | Крушевац, Србија   | 5.000     | Напредак Крушевац | 4:0      | Богуновић (8.) Мореира (26, 37.) Дијара (66.)         | Суперлига                      |
| 23. новембар 2008.  | Београд, Србија    | 2.540     | ОФК Београд       | 5:1      | Богуновић (16.) Дијара (22, 49, 69.) Љајић (51.)      | Суперлига                      |
| 27. новембар 2008.  | Београд, Србија    | 14.210    | Стандард Лијеж    | 0:1      |                                                       | Куп УЕФА                       |
| 30. новембар 2008.  | Чачак, Србија      | 2.500     | Борац Чачак       | 0:1      |                                                       | Суперлига                      |
| 3. децембар 2008.   | Севиља, Шпанија    | 20.000    | Севиља            | 0:3      |                                                       | Куп УЕФА                       |
| 6. децембар 2008.   | Београд, Србија    | 2.673     | Рад               | 1:1      | Љајић (17.)                                           | Суперлига                      |
| 10. децембар 2008.  | Нови Сад, Србија   | 10.000    | Војводина         | 0:0      |                                                       | Суперлига                      |
| 28. фебруар 2009.   | Београд, Србија    | 20.620    | Црвена звезда     | 1:1      | Мореира (90+5.)                                       | Суперлига                      |
| 7. март 2009.       | Ивањица, Србија    | 4.000     | Јавор Ивањица     | 1:0      | Дијара (67.)                                          | Суперлига                      |
| 14. март 2009.      | Београд, Србија    | 3.174     | Чукарички         | 2:0      | Жука (29.) Томић (84.)                                | Суперлига                      |
| 18. март 2009.      | Јагодина, Србија   | 7.000     | Јагодина          | 1:0      | Илић (83.)                                            | Суперлига                      |
| 21. март 2009.      | Београд, Србија    | 2.430     | Хајдук Кула       | 3:0      | Мореира (38.) Дијара (67, 81.)                        | Суперлига                      |
| 4. април 2009.      | Београд, Србија    | 3.244     | Банат             | 1:0      | Томић (45.)                                           | Суперлига                      |
| 8. април 2009.      | Београд, Србија    | 17.677    | Црвена звезда     | 2:0      | Дијара (12.) Вујовић (82.)                            | Суперлига                      |
| 12. април 2009.     | Нови Сад, Србија   | 6.000     | Војводина         | 2:0      | Дијара (53.) Мореира (70.)                            | Суперлига                      |
| 15. април 2009.     | Београд, Србија    |           | Хајдук Београд    | 4:0      | Богуновић (17, 23.) Вашингтон (27.) Љајић (29.)       | Куп Србије                     |
| 18. април 2009.     | Ивањица, Србија    | 2.275     | Јавор Ивањица     | 1:0      | Кнежевић (65.)                                        | Суперлига                      |
| 23. април 2009.     | Чачак, Србија      | 3.000     | Борац Чачак       | 2:0      | Љајић (67.) Дијара (76.)                              | Суперлига                      |
| 26. април 2009.     | Београд, Србија    | 10.524    | ОФК Београд       | 4:1      | Љајић (34.) Вашингтон (71, 80.) Дијара (84.)          | Суперлига                      |
| 3. мај 2009.        | Кула, Србија       | 1.000     | Хајдук Кула       | 2:1      | Љајић (2.) Вашингтон (69.)                            | Суперлига                      |
| 6. мај 2009.        | Београд, Србија    | 1.125     | Банат             | 1:0      | Стевановић (41.)                                      | Куп Србије                     |
| 10. мај 2009.       | Београд, Србија    | 7.285     | Јагодина          | 1:2      | Вашингтон (65.)                                       | Суперлига                      |
| 16. мај 2009.       | Београд, Србија    | -         | Рад               | 5:1      | Богуновић (13, 31.) Вујовић (46, 90.) Илић (71.)      | Суперлига                      |
| 21. мај 2009.       | Београд, Србија    | 13.434    | Севојно           | 3:0      | Ђорђевић (61.) Стевановић (84.) Петровић (89.)        | Куп Србије                     |
| 23. мај 2009.       | Београд, Србија    | 10.000    | Напредак Крушевац | 2:1      | Богуновић (40.) Дијара (70.)                          | Суперлига                      |
| 30. мај 2009.       | Београд, Србија    | 1.000     | Чукарички         | 1:0      | Петровић (70.)                                        | Суперлига                      |

#### Пријатељске утакмице
| Датум             | Место            | Противник               | Резултат | Стрелци за Партизан                                       |
| 12. јул 2008.     | Швајцарска       | Рапид Букурешт          | 1:1      | Богуновић (61.)                                           |
| 14. јул 2008.     | Швајцарска       | Ботафого                | 1:2      | Дијара (25.)                                              |
| 16. јул 2008.     | Швајцарска       | Грасхопер               | 1:3      | Чадиковски (75.)                                          |
| 18. јул 2008.     | Швајцарска       | Бејтар Јерусалим        | 2:2      | Пауновић (30.) Ђорђевић (85.)                             |
| 23. јул 2008.     | Београд, Србија  | Олимпик Лион            | 1:3      | Мореира (37.)                                             |
| 24. јануар 2009.  | Анталија, Турска | Ред бул Салцбург        | 4:2      | Љајић (11.) Фејса (41. пен.) Дијара (43.) Вашингтон (90.) |
| 27. јануар 2009.  | Анталија, Турска | ЧФР Клуж                | 0:1      |                                                           |
| 30. јануар 2009.  | Анталија, Турска | ГКС Белхатов            | 1:0      | Вујовић (4.)                                              |
| 7. фебруар 2009.  | Анталија, Турска | Будућност Подгорица     | 0:1      |                                                           |
| 10. фебруар 2009. | Анталија, Турска | Санфрече Хирошима       | 2:1      | Илић (4.) Жука (67.)                                      |
| 12. фебруар 2009. | Анталија, Турска | Македонија Ђорче Петров | 0:0      |                                                           |